# Brignoliella besutensis
Espèce
Brignoliella besutensis est une espèce d'araignées aranéomorphes de la famille des Tetrablemmidae.

## Distribution
Cette espèce se rencontre en Malaisie péninsulaire et à Singapour.

## Description
Le mâle décrit par Lin, Koh, Koponen et Li en 2017 mesure 1,16 mm et la femelle 1,18 mm.

## Étymologie
Son nom d'espèce, composé de besut et du suffixe latin -ensis, « qui vit dans, qui habite », lui a été donné en référence au lieu de sa découverte, le district de Besut.

## Publication originale
- Lin, Li & Jäger, 2012 : Two new species of the family Tetrablemmidae (Araneae) from Laos and Malaysia. Zootaxa, no 3475, p. 55-64.